# An Sugil
Ahn Soo-kil (1911–1977) fue un novelista y periodista coreano que dedicó una gran parte de su vida a retratar la vida de los colonos coreanos en Jiandao, Manchuria.

## Biografía
An Sugil (seudónimo: Namseok) nació el 3 de noviembre en Hamheung, provincia de Hamgyong del Sur, actualmente Corea del Norte. Su familia se mudó a Manchuria cuando tenía once años y volvieron a Hamheung después de que él terminó la escuela secundaria. En 1927, dejó el Instituto de bachillerato Hamheung después de haber liderado una protesta estudiantil y fue a la Escuela Kyungshin en Seúl. Fue arrestado y finalmente expulsado por su participación en el movimiento estudiantil de Gwangju. En 1931 se apuntó a la escuela de profesores de la Universidad Waseda en Tokio, pero pronto lo dejó y volvió a Corea.
Debutó como autor con la publicación del relato "El director del hospital de la Cruz roja" en 1935. Emigró a Corea del Sur después de la liberación de Corea en 1945 y trabajó como profesor de escritura creativa en la Escuela Sorabol de Arte en Seúl (más tarde sería la Facultad de Arte de la Universidad Chung-ang). Escribió relatos, incluyendo "El tercer tipo de persona", que cuenta sobre la vida en la ciudad durante la guerra de Corea. Falleció en el año 1977.

## Obra
Con una primera aparición en su novela corta Planta de arroz (Byeo), Manchuria representa la frontera en el mundo literario de An Sugil, el lugar a donde fueron llevados los campesinos coreanos a la fuerza por la política colonial japonesa. Allí deben enfrentarse a la pobreza y la desigualdad, además de tener que vivir nuevos desafíos por la población nativa hostil y el entorno con el que no están familiarizados. Sin embargo, sus dificultades se dignifican por el espíritu pionero, el amor a la tierra y al trabajo y el intenso nacionalismo enraizado en la patria perdida. Estas cualidades distinguen la obra de An Sugil de otros cuentos de inmigrantes ambientados en Manchuria como "Llama roja" (Hongyeom) de Choi Seohae o "El agricultor" (Nonggun) de Lee Taejun. En su primera recopilación de cuentos Llanura del norte (Bugwon, 1943), los problemas para crear una escuela coreana eclipsan el enfrentamiento con los nativos como la primera fuente de conflicto en la vida de inmigrantes. Su obra más conocida también está ambientada en Manchuria, se llama Jiandao del Norte (Bukgando, 1959-1967) y es una saga familiar en cinco volúmenes que abarca unos ochenta años desde el final de la dinastía Joseon al final del periodo de la ocupación japonesa. Producto de la penetrante conciencia histórica del autor, la novela hace una crónica realista de las dificultadas de las familias inmigrantes.
Con la publicación de la antología Un tercer tipo de hombre (Jesam inganhyeong, 1954) que incluye el relato del mismo nombre, además de "La soledad del viajero" (Yeosu) y "El crisantemo verde" (Chwiguk), An Sugil se separó de las historias de los inmigrantes para investigar el deterioro de la moral social e individual durante y después de la guerra de Corea. En "Conversación escrita sobre el primer amor" (Choyeon pildam, 1955), examina la realidad de la clase obrera urbana.

## Obras en coreano[3]
- Guirnalda de flores (Hwahwan, 1955)
- La segunda juventud (Je 2-ui cheongchun, 1958)
- Jiandao del Norte, (Bukgando, 1959)
- Hwang Jini (1977)
- Perales bajo la luz de la luna (Yiwaae wolbaekhago, 1978)
- Sendero (Tongno, 1985)
- La historia de la casa natal del norte (Bukhwangbo, 1987)

## Premios[3]
- Premio literario Asian Liberty, 1955
- Premio cultural de la ciudad de Seúl, 1968
- Premio cultura Samil, 1973